# Szehemanhptah
Szehemanhptah ókori egyiptomi vezír volt az óbirodalom idején. Emellett viselte „a király minden építkezésének felügyelője” és „a király dokumentumai írnokainak felügyelője” címeket is. Datálása bizonytalan, az V. vagy a VI. dinasztia idején élhetett.
Szehemanhptahot főleg gízai masztabasírjából (G7152) ismerjük, melyet George Andrew Reisner fedezett fel. Szehemanhptah feleségét Bunofernek hívták, és viselte „a király vér szerinti lánya” címet, de nem tudni, melyik uralkodó lánya lehetett. Bunofernek saját álajtaja van a masztaba keleti részén. Két gyermekük ismert, a masztaba kultuszkamrájának nyugati falán Szesemnofer szerepel, aki a felirat szerint „a legidősebb fiú, hivatalnok, az írnokok felügyelője, a király előtt lévő dokumentumok írnoka”. A keleti falon Meritesz szerepel, a felirat szerint Szehemanhptah szeretett leánya.

## Fordítás
- Ez a szócikk részben vagy egészben  a   Sekhem-ankh-Ptah című angol Wikipédia-szócikk ezen változatának fordításán alapul.  Az eredeti cikk szerkesztőit annak laptörténete sorolja fel. Ez a jelzés csupán a megfogalmazás eredetét és a szerzői jogokat jelzi, nem szolgál a cikkben szereplő információk forrásmegjelöléseként.